# Dogma (film)
Dogma je americká filmová fantasy komedie z roku 1999 režiséra Kevina Smithe, který také napsal její scénář. V hlavních rolích se představili Ben Affleck, George Carlin, Matt Damon, Linda Fiorentino, Salma Hayek, Jason Lee, Jason Mewes, Alan Rickman, Chris Rock a Kevin Smith. Film popisuje snahu dvou padlých andělů (Affleck, Damon), kteří plánují využít skuliny v katolickém dogmatu, aby se vrátili na nebesa, odkud byli vypuzeni Bohem. Pokud by jejich pokus uspěl, zapříčinil by konec veškeré existence.
Rozpočet filmu činil 10 milionů dolarů. Původně měl být do kinodistribuce uveden v listopadu 1998 společností Miramax, ovšem kvůli svému kontroverznímu náboženskému tématu a protestům, které vyvolal, byl odložen. Premiéry se dočkal 21. května 1999 jako nesoutěžní snímek na festivalu v Cannes. Do amerických kin byl nakonec uveden 12. listopadu 1999 společností Lions Gate, zatímco Miramax si ponechal mezinárodní práva. Celkové tržby dosáhly 43,9 milionu dolarů.